# 布涅鲁
布涅鲁是葡萄牙阿威罗区的一个堂区。总面积24.6平方公里，总人口2707人，人口密度110人/平方公里。